# Selección femenina de fútbol de Siria
La selección femenina de fútbol de Siria (en árabe: منتخب منتخب سوريا لكرة القدم للسيدات‎) es el equipo representativo del país en las competiciones oficiales de fútbol femenino. Su organización está a cargo de la Federación de Fútbol de Siria, perteneciente a la AFC y a la FIFA.